# Nature Reviews Cardiology
Nature Reviews Cardiology è una rivista scientifica mensile di cardiologia sottoposta a revisione paritaria. Fondata nel 2004, è pubblicata dalla Nature Portfolio. Inizialmente, si chiamava Nature Clinical Practice Cardiovascular Medicine e nell'aprile 2009 ha assunto la denominazione attuale. Il caporedattore è Gregory Lim.
Secondo il Journal Citation Reports, nel 2021 la rivista ha ricevuto un fattore di impatto pari a 49,421, collocandosi al primo posto su 143 riviste nella categoria "Sistemi cardiaci e cardiovascolari".

## Tematiche
La rivista copre gli argomenti riportati di seguito:
- sindromi coronariche acute;
- aritmie;
- angina/malattia coronarica;
- cardiomiopatia/insufficienza cardiaca;
- malattia concomitante;
- condizioni congenite;
- ipertensione;
- imaging;
- infezione;
- cardiologia interventistica;
- patologia;
- ictus;
- chirurgia/trapianto;
- trombosi;
- malattia valvolare
- malattia vascolare
- terapie generali
- marcatori di malattia;
- genetica e salute pubblica.